# 1874 no Brasil
Esta é uma cronologia dos fatos acontecimentos de ano 1874 no Brasil.

## Incumbente
- Imperador – D. Pedro II (9 de abril de 1831-15 de novembro de 1889).

## Eventos
- 1 de janeiro: O telégrafo submarino entre Rio de Janeiro, Bahia, Pernambuco e Pará é inaugurado.
- 25 de março: A Escola Normal do Rio de Janeiro é criada.
- 25 de abril: O registro civil de nascimentos, casamentos e óbitos no país é criado de maneira formal e generalizada com o decreto número 5604.[1]